# Cizeta Moroder V16T
El Cizeta Moroder V16T es un automóvil superdeportivo desarrollado por el ingeniero Claudio Zampolli en una empresa conjunta con el compositor musical Giorgio Moroder y diseñado por Marcello Gandini, producido entre 1991 y 1995. Es el único producto de la empresa Cizeta. Fue desarrollado por un grupo de exempleados de Lamborghini y presentado inicialmente en Los Ángeles en diciembre de 1988.

## Desarrollo y diseño

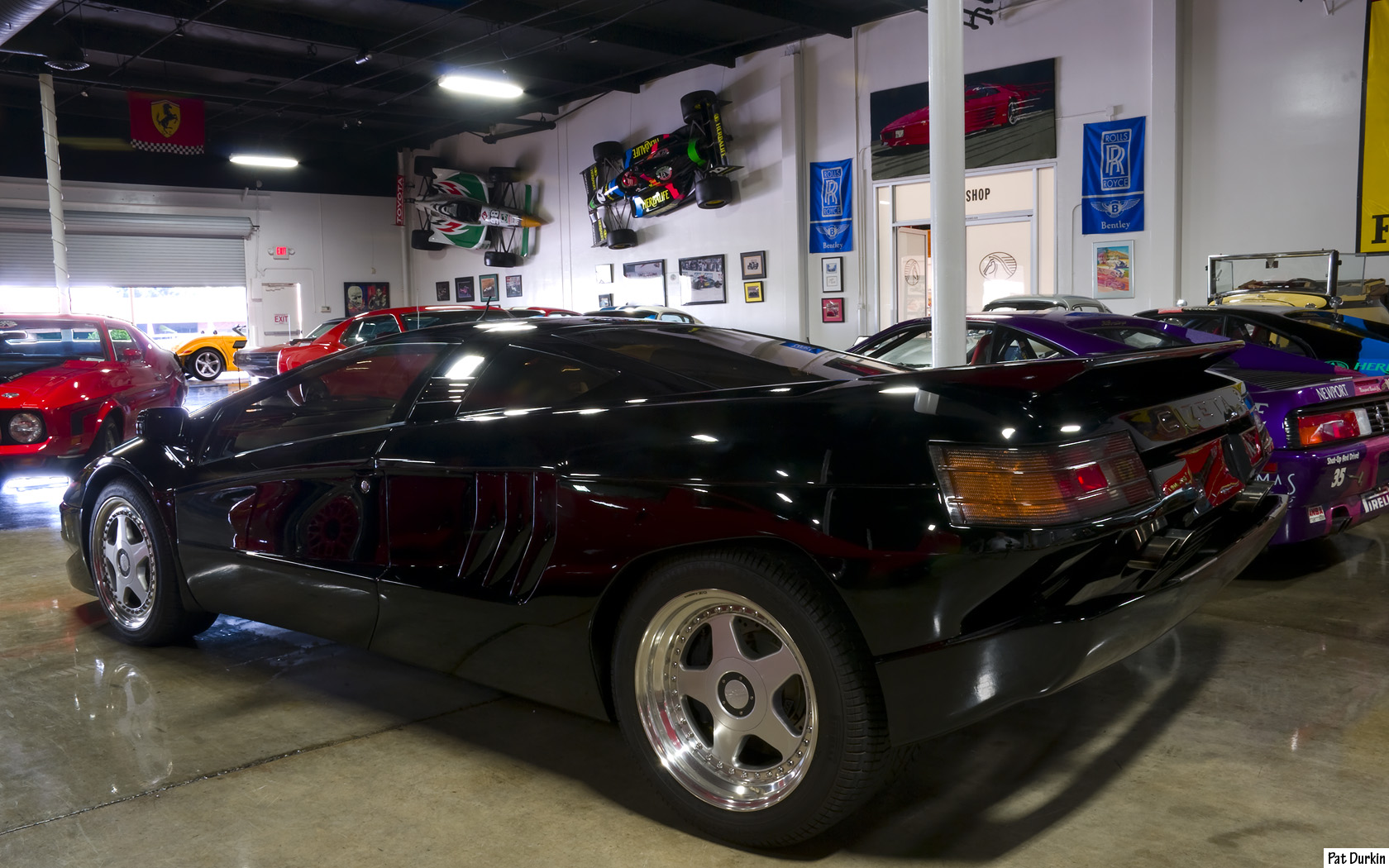
Vista lateral-trasera

Su nombre proviene de la pronunciación italiana de las iniciales Ci-Zeta (CZ) del diseñador Claudio Zampolli, quien trabajó como ingeniero de pruebas y desarrollo en Lamborghini antes de iniciar su propio negocio de venta y mantenimiento de autos deportivos de alto rendimiento. El V16T fue concebido por su deseo de tener sus iniciales en un automóvil deportivo. Se asoció con su cliente de toda la vida: Giorgio Moroder, un compositor musical ganador del Oscar, quien acudía regularmente a su taller para que le repararan su Lamborghini Countach después de enterarse de que los dos compartían intereses similares en los automóviles. Moroder era accionista del 50% de la nueva empresa conjunta. Zampolli seleccionó a un equipo de exempleados de Lamborghini para desarrollar el coche, que incluía a Oliviero Pedrazzi como ingeniero en jefe y diseñador del motor; y a Achille Bevini junto con Ianose Bronzatti como encargado de la suspensión y el chasis. Giancarlo Guerra, un exartesano de la carrocería de Scaglietti que era famoso por fabricar la carrocería del Ferrari 250 GTO, además de idear formas económicas de fabricar el chasis del Lamborghini Countach cuando trabajaba en Lamborghini, recibió el encargo de construir la carrocería del coche para la producción inicial.
El prototipo y coche de exhibición original y único de Cizeta-Moroder, chasis 001, se vendió en una subasta de Sotheby's por US$1 363 500.
El chasis estaba formado por tubos de acero elípticos de cromo-molibdeno, envueltos en una elegante carrocería diseñada por Marcello Gandini, quien anteriormente había diseñado el Lamborghini Countach y algunos Maserati aerodinámicos, así como Claudio Zampolli. La forma del morro delantero proviene de un diseño original para el Lamborghini Diablo de Marcello Gandini. Inicialmente, Gandini quería realizar el diseño original que pretendía para el Diablo, pero Zampolli no quedó impresionado por el diseño y como resultado, solamente la parte delantera del coche tiene dicho diseño, mientras que la parte trasera tiene algunos cambios realizados por el propio Zampolli. En una elección de diseño notable, el V16T es el único coche que está equipado con cuatro faros escamoteables, de los cuales dos están apilados verticalmente a cada lado, mientras que las luces traseras se toman prestadas del Alpine A610.

## Especificaciones

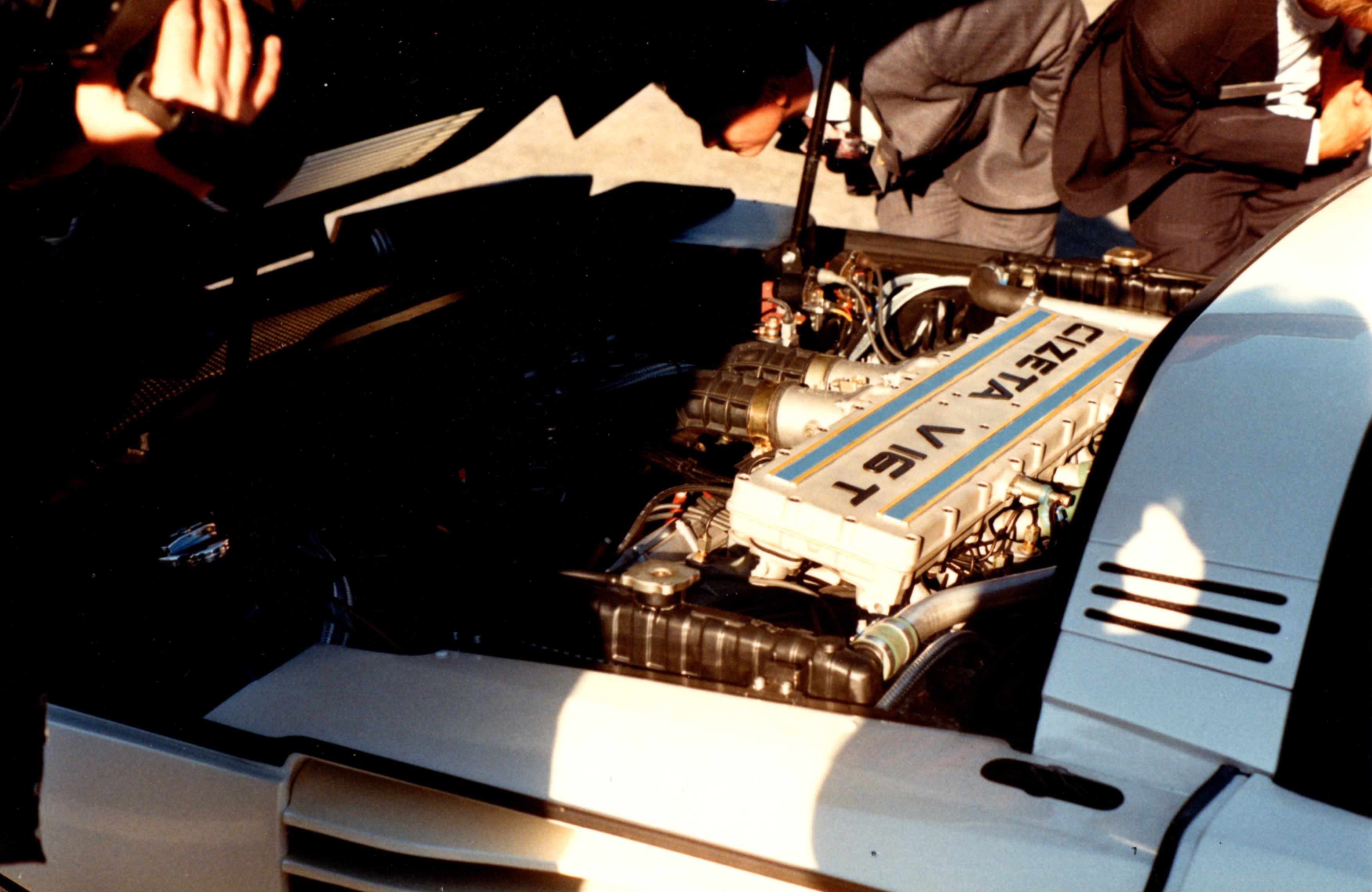
Motor de un modelo 1989

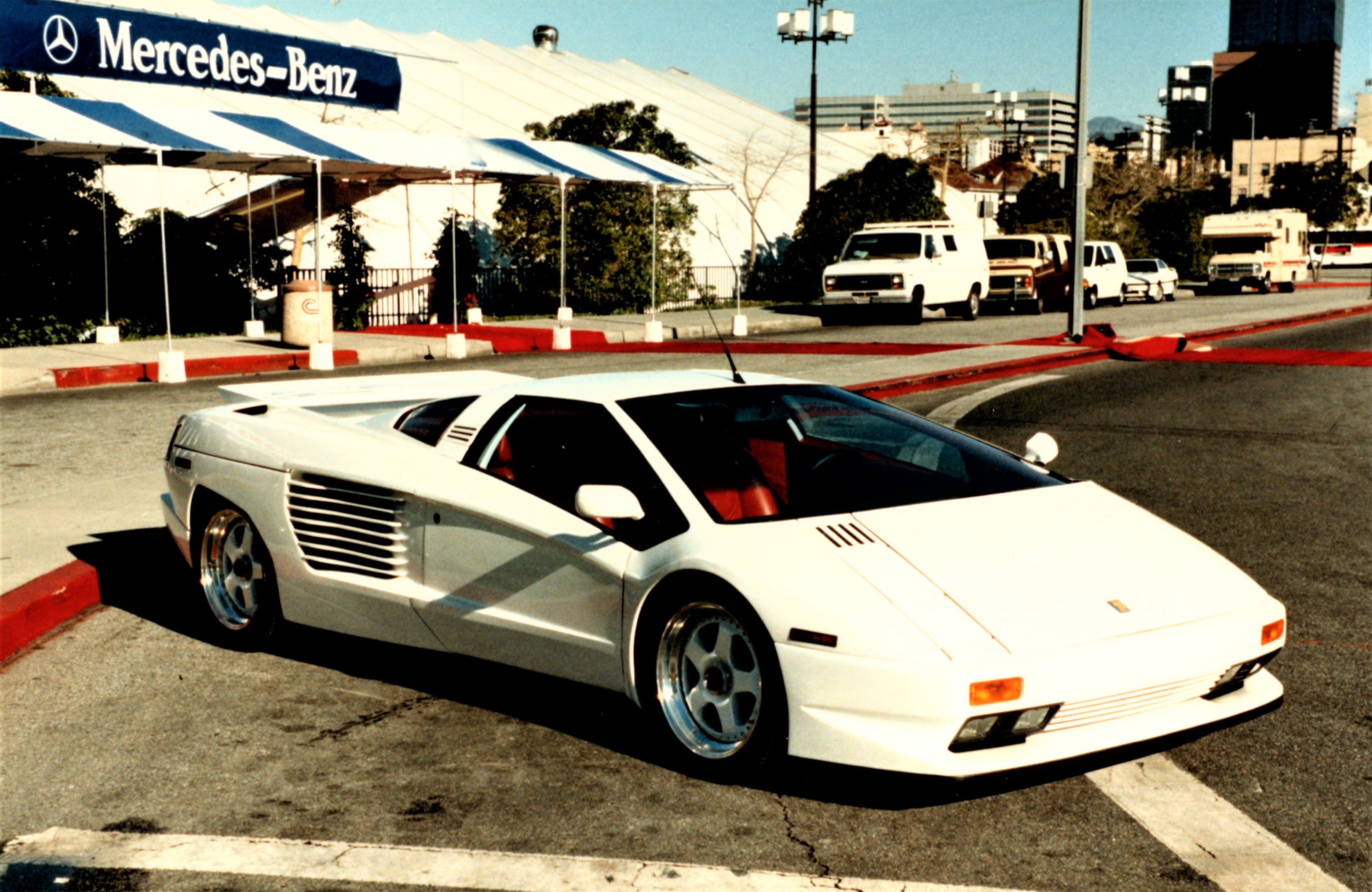
Modelo 1989

El V16T significa que su motor es de 16 cilindros con dos bancadas dispuestos en una configuración en "V" y montados transversalmente en posición central-trasera, justo por delante del eje trasero y detrás de los asientos. Tiene cuatro con engranajes entre sí, proporcionando una única salida desde el centro del conjunto del motor hacia la transmisión de cinco velocidades. Este se basa en el V8 plano de 90° del Lamborghini Urraco con el que comparte varias piezas, incluidas las cabezas separadas. La salida central también permitió al ingeniero jefe Oliviero Pedrazzi conservar los cigüeñales originales del Urraco.
La decisión de utilizar un motor V16 se tomó para hacer que el coche fuera único y también debido a la fascinación de Zampolli por los autos grandes.
Los prototipos tenían un peso en vacío de 3750 libras (1701 kg) y Zampolli afirmó que el coche de producción pesaría unos 3100 libras (1406 kg). En la parte delantera tiene brazos de control de longitud desigual conectados a articulaciones verticales de aleación ligera especialmente diseñadas. Las unidades de amortiguador de resorte desarrolladas por Koni se fijan a los brazos de control de manera convencional. Los brazos de suspensión están conectados por una barra estabilizadora ajustable, los cuales están inclinados hacia adelante para proporcionar anti hundimiento. El coche también utiliza brazos de control de longitud desigual en la parte trasera, con la diferencia de que el juego doble de unidades de amortiguador de resorte de 10 pulgadas (25,4 cm) está montado hacia el interior de las ruedas traseras. Cada unidad es accionada por una palanca acodada desde un varillaje que se fija al extremo inferior del soporte del cubo. Los frenos tienen rotores perforados y ranurados alrededor y utilizan pinzas de doble pistón desarrolladas por Brembo. Las ruedas tienen bujes estilo carrera que tienen cinco clavijas de ubicación y una tuerca central grande para asegurar la rueda. Los rines OZ Racing de aluminio fundido de dos piezas y cinco radios están montados en neumáticos Pirelli P Zero ZR de 17 pulgadas (43,2 cm) 245/40 en el eje delantero y 335/35 en el trasero.
| Materiales del motor                | Bloque y cabezas de aluminio                                                      |
| Distribución                        | DOHC 4 válvulas por cilindro a la cabeza (64 en total), con ocho árboles de levas |
| Diámetro x carrera                  | 86 x 64,5 mm (3,39 x 2,54 pulgadas)                                               |
| Sistema de combustible              | Inyección indirecta Bosch K-Jetronic, naturalmente aspirado                       |
| relación de compresión              | 9.3 a 1                                                                           |
| Potencia máxima                     | 560 CV (552 HP; 412 kW) @ 8000 rpm                                                |
| Par máximo                          | 400 lb·pie (542 N·m) @ 6000 rpm                                                   |
| Capacidad del tanque de combustible | 120 litros (31,7 galAm)                                                           |
| Embrague                            | Plato sencillo seco                                                               |

| 1.ª  | 2.ª  | 3.ª  | 4.ª   | 5.ª   | Reversa | Final |
| ---- | ---- | ---- | ----- | ----- | ------- | ----- |
| 2.42 | 1.61 | 1.14 | 0.846 | 0.704 | 2.865   | 4.22  |

## Rendimiento y producción
El coche fue visto desde el principio como un deportivo exclusivo, alcanzando una velocidad máxima de 328 km/h (204 mph) y necesitaba 4.2 segundos para acelerar de 0 a 100 km/h (0 a 62 mph), mientras que, al mismo tiempo, estaba equipado con muchas características de lujo.
Antes de que se disolviera la asociación, solamente se fabricó un prototipo con el nombre de Cizeta Moroder. El coche, que tenía un acabado exterior en blanco perlado y un interior de cuero rojo, permaneció en posesión de Moroder y fue sometido a una restauración completa por parte de Canepa Design en 2018, tras lo cual fue subastado en enero de 2022.
En 1991, el precio de lista de un Cizeta se estimaba en US$650 000. Aunque las predicciones de producción preveían un coche por mes, en realidad solamente se construyeron 12 ejemplares, incluido un prototipo desde 1991 hasta que la compañía trasladó sus operaciones a Los Ángeles, California en 1995. La desaceleración financiera de mediados de la década de 1990, junto con la incapacidad del coche para cumplir con las normas de seguridad de Estados Unidos y el alto precio de venta, restringió la producción solo por pedido. Posteriormente, se completaron dos coches más: un cupé y un spyder en 1999 y 2003. El coche fabricado en 2003 era una variante descapotable del V16T llamado Cizeta Fenice TTJ Spyder, completado a petición especial de un cliente japonés.
En mayo de 2006 todavía estaba en producción por encargo, aunque ya tenía un precio de US$649 000, o US$850 000 para el Spyder TTJ, sin incluir gastos de envío, impuestos y otros extras. Según una entrevista en 2018, Zampolli consideró que el coche todavía estaba teóricamente en producción y disponible para comprar, aunque no se había construido ninguno desde el spyder de 2003.

## Controversia
En algún momento después del debut del coche, Giorgio Moroder y Claudio Zampolli se separaron debido a una disputa sobre la lentitud en la producción del automóvil debido a su proceso de producción que requirió una gran cantidad de horas de trabajo para completarse, materiales para los paneles de la carrocería y el uso del motor. Moroder quería que el coche tuviera una carrocería construida con fibra de vidrio e ideó el uso de un motor BMW en lugar de la unidad V16 hecha a medida instalada en el coche para acelerar el proceso de producción que inició la división, ya que estas sugerencias contradecían las de Zampolli. Se sabe que Claudio Zampolli diseñó el logotipo del coche y Giorgio Moroder pagó por el desarrollo artístico. Desde 1990, Cizeta ya no está asociada a Moroder; su nombre sigue siendo un símbolo de la música de alta tecnología y el estilo de vida glamoroso de Moroder. Además, aunque el coche debutó (temporalmente) como Cizeta-Moroder, todos los coches de los clientes llevaban la insignia simplemente como Cizeta V16T.